# Dorocordulia libera
Dorocordulia libera är en trollsländeart som först beskrevs av Selys 1871.  Dorocordulia libera ingår i släktet Dorocordulia och familjen skimmertrollsländor. Inga underarter finns listade i Catalogue of Life.

## Bildgalleri

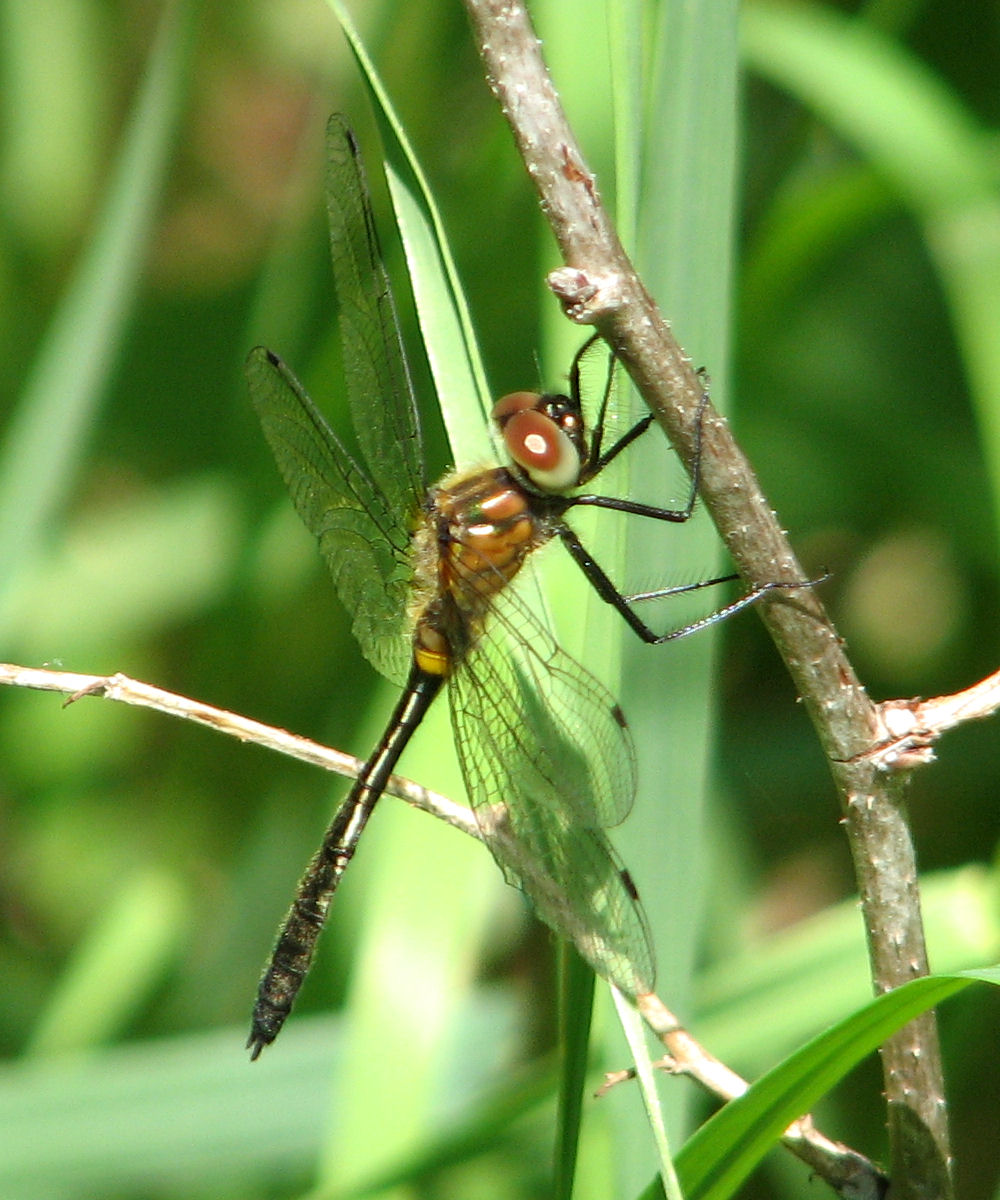
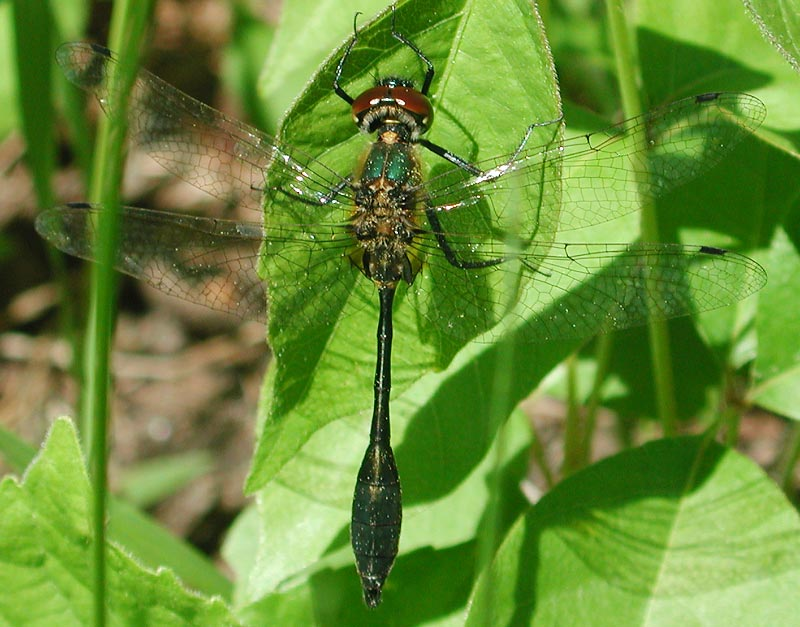